# Primetime-Emmy-Verleihung 1973
Die 25. Emmy-Verleihung fand am 20. Mai 1973 im Shubert Theatre in Los Angeles, Kalifornien, USA statt. Die Zeremonie wurde von Johnny Carson moderiert.

## Hauptkategorien

### Dramaserie
(Outstanding Drama Series - Continuing)
* Die Waltons (The Waltons) (CBS)
- Cannon (Cannon) (CBS)
- Columbo (Columbo) (NBC)
- Hawaii Fünf-Null (Hawaii Five-O) (CBS)
- Kung Fu (Kung Fu) (ABC)
- Mannix (Mannix) (CBS)

### Comedyserie
(Outstanding Comedy Series)
* All In The Family - Es bleibt in der Familie (All In the Family) (CBS)
- M*A*S*H (M*A*S*H) (CBS)
- Maude (CBS)
- Sanford and Son (NBC)
- Oh Mary (The Mary Tyler Moore Show) (CBS)

### Drama/Comedy Miniserie oder Fernsehfilm
(Outstanding Drama/Comedy - Limited Episodes)
* Ein Krieg der Kinder (A War of Children) (CBS)

* Tom Brown's Schooldays (PBS)
- Long Day's Journey Into Night (ABC)
- Damals im Sommer (That Certain Summer) (ABC)
- Der letzte Mohikaner (The Last of the Mohicans) (PBS)
- Leonardo da Vinci (The Live of Leonardo Da Vinci)
- Kojak – Einsatz in Manhattan (Kojak) (Der Mordfall Marcus Nelson) (Episode: The Marcus-Nelson Murders) (CBS)
- Das letzte Wort hat Tilby (The Red Pony) (NBC)

### Herausragende neue Serie
(Outstanding New Series)
* America (NBC)
- Kung Fu (Kung Fu) (ABC)
- M*A*S*H (M*A*S*H) (CBS)
- Maude (CBS)
- The Julie Andrews Hour (ABC)
- Die Waltons (The Waltons) (CBS)

## Hauptdarsteller

### Hauptdarsteller in einer Drama-Serie
(Outstanding Continued Performance by an Actor in a Leading Role (Drama Series - Continuing))
* Richard Thomas als John-Boy Walton in Die Waltons (The Waltons)
- William Conrad als Frank Cannon in Cannon (Cannon)
- Peter Falk als Lt. Columbo in Columbo (Columbo)
- David Carradine als Kwai Chang Caine in Kung Fu (Kung Fu)
- Mike Connors als Joe Mannix in Mannix (Mannix)

### Hauptdarsteller in einer Comedy-Serie
(Outstanding Continued Performance by an Actor in a Leading Role in a Comedy Series)
* Jack Klugman als Oscar Madison in Männerwirtschaft (The Odd Couple)
- Carroll O’Connor als Archie Bunker in All In The Family - Es bleibt in der Familie (All In the Family)
- Alan Alda als Captain Benjamin Franklin Pierce in M*A*S*H (M*A*S*H)
- Redd Foxx als Fred G. Sanford in Sanford and Son
- Tony Randall als Felix Unger in Männerwirtschaft (The Odd Couple)

### Hauptdarsteller (Einzelleistung)
(Outstanding Single Performance by an Actor in a Leading Role)
* Anthony Murphy als Tom Brown in Tom Brown's Schooldays
- Laurence Olivier als James Tyrone Sr. in Long Day's Journey Into Night
- Hal Holbrook als Doug Salter in Damals im Sommer (That Certain Summer)
- John Abineri als Chingachgook in Der letzte Mohikaner (The Last of the Mohicans)
- Phillipe Leroy als Leonardo Da Vinci in Leonardo da Vinci (The Life of Leonardo da Vinci)
- Telly Savalas als Lt. Theo Kojak in Kojak – Einsatz in Manhattan (Kojak) (Episode: Der Mordfall Marcus Nelson) (Episode: The Marcus-Nelson Murders)
- Henry Fonda als Carl Tiflin in Das letzte Wort hat Tilby (The Red Pony)

### Hauptdarstellerin in einer Drama-Serie
(Outstanding Continued Performance by an Actress in a Leading Role (Drama Series - Continuing))
* Michael Learned als Olivia Walton in Die Waltons (The Waltons)
- Susan Saint James als Sally McMillan in McMillan & Wife
- Linda Day George als Lisa Casey in Kobra, übernehmen Sie (Mission: Impossible)

### Hauptdarstellerin in einer Comedy-Serie
(Outstanding Continued Performance by an Actress in a Leading Role in a Comedy Series)
* Mary Tyler Moore als Mary Richards in Oh Mary (The Mary Tyler Moore Show)
- Jean Stapleton als Edith Bunker in All In The Family - Es bleibt in der Familie (All In the Family)
- Beatrice Arthur als Maude Findlay in Maude

### Hauptdarstellerin (Einzelleistung)
(Outstanding Single Performance by an Actress in a Leading Role)
* Cloris Leachman als Victoria Douglas in A Brand New Life

* Susan Hampshire als Becky Sharp in Jahrmarkt der Eitelkeit (Vanity Fair)
- Lauren Bacall als Margo Channing in Applause
- Margaret Tyzack als Cousin Bette in Cousin Bette
- Hope Lange als Janet Salter in Damals im Sommer (That Certain Summer)
- Vivien Heilbron als Rachel Verinder in The Moonstone

## Nebendarsteller

### Nebendarsteller in einem Drama
(Outstanding Performance by an Actor in a Supporting Role in Drama)
* Scott Jacoby als Nick Salter in Damals im Sommer (That Certain Summer)
- James Brolin als Dr. Steven Kiley in Dr. med. Marcus Welby (Marcus Welby, M.D.)
- Will Geer als Großvater in Die Waltons (The Waltons)

### Nebendarsteller in einer Comedy
(Outstanding Performance by an Actor in a Supporting Role in Comedy)
* Ted Knight als Ted Baxter in Oh Mary (The Mary Tyler Moore Show)
- Rob Reiner als Michael 'Meathead' Stivic in All In The Family - Es bleibt in der Familie (All In the Family)
- McLean Stevenson als Lt. Colonel Henry Blake in M*A*S*H (M*A*S*H)
- Gary Burghoff als Corporal Walter Eugene O’Reilly in M*A*S*H (M*A*S*H)
- Ed Asner als Lou Grant in Oh Mary (The Mary Tyler Moore Show)

### Nebendarstellerin in einem Drama
(Outstanding Performance by an Actress in a Supporting Role in Drama)
* Ellen Corby als Esther Walton in Die Waltons (The Waltons)
- Gail Fisher als Peggy Fair in Mannix (Mannix)
- Nancy Walker als Mildred in McMillan & Wife

### Nebendarstellerin in einer Comedy
(Outstanding Performance by an Actress in a Supporting Role in Comedy)
* Valerie Harper als Rhoda Morgenstern in Oh Mary (The Mary Tyler Moore Show)
- Sally Struthers als Gloria Bunker-Stivic in All In The Family - Es bleibt in der Familie (All In the Family)
- Cloris Leachman als Phyllis Lindstrom in Oh Mary (The Mary Tyler Moore Show)

### Nebendarsteller/Nebendarstellerin in einer Musik- oder Varieté-Show
Outstanding Achievement by a Supporting Performer in Music or Variety
* Tim Conway in The Carol Burnett Show
- Liza Minnelli in A Royal Gala Variety Performance
- Lily Tomlin in Rowan and Martin's Laugh-In
- Harvey Korman in The Carol Burnett Show

## Regie

### Regie bei einem Drama/Einzelfolge einer Serie
(Outstanding Directorial Achievement in Drama - A Single Program of a Series with Continuing Characters and/or Theme)
* Jerry Thorpe für Kung Fu (Episode: Caine und die Blutrache) (Kung Fu) (Episode: An Eye for an Eye) (ABC)
- Edward M. Abroms für Columbo (Episode: Schach dem Mörder) (Columbo) (Episode: The Most Dangerous Match) (NBC)
- Lee Philips für Die Waltons (Episode: Die Begegnung mit Jenny) The Waltons (Episode: The Love Story) (CBS)

### Regie bei einer Comedyserie
(Outstanding Directorial Achievement in Comedy)
* Jay Sandrich für Oh Mary (Episode: Poker, Pech und Pannen) The Mary Tyler Moore Show (Episode: It's Whether You Win Or Lose) (CBS)
- Bob La Hendro & John Rich für All In The Family - Es bleibt in der Familie (All In the Family) (Episode: The Bunkers And The Swingers) (CBS)
- Gene Reynolds für M*A*S*H (Episode: Mobiles Armee Chirurgie Hospital – Pilot) M*A*S*H (Episode: M*A*S*H – The Pilot) (CBS)

## Drehbuch

### Drehbuch für eine Dramaserie
(Outstanding Writing Achievement in Drama)
* John McGreevey für Die Waltons (Episode: Die Schülerin) The Waltons (Episode: The Scholar) (CBS)
- Earl Hamner junior für Die Waltons (Episode: Die Begegnung mit Jenny) The Waltons (Episode: The Love Story) (CBS)
- Steven Bochco für Columbo (Episode: Etüde in Schwarz) Columbo (Episode: Étude in Black) (NBC)

### Drehbuch für eine Comedyserie
(Outstanding Writing Achievement in Comedy)
* Lee Kalcheim & Michael Ross & Bernie West für All In The Family - Es bleibt in der Familie (All In the Family) (Episode: The Bunkers And The Swingers)
- Larry Gelbart für M*A*S*H (Episode: Mobiles Armee Chirurgie Hospital – Pilot) M*A*S*H (Episode: M*A*S*H – The Pilot) (CBS)
- James L. Brooks & Allan Burns für Oh Mary (Episode: Nachrichten zum Lachen) The Mary Tyler Moore Show (Episode: The Good-Time News) (CBS)